# Przedecz
Przedecz is een stad in het Poolse woiwodschap Groot-Polen, gelegen in de powiat Kolski. De oppervlakte bedraagt 2,98 km², het inwonertal 1763 (2005).